# Nicolea cetrata
Nicolea cetrata är en ringmaskart som först beskrevs av Ehlers 1887.  Nicolea cetrata ingår i släktet Nicolea och familjen Terebellidae. Inga underarter finns listade i Catalogue of Life.